# Prasinocyma ocyptera
Prasinocyma ocyptera là một loài bướm đêm trong họ Geometridae.